# Мрика
«Мрика» (алб. Mrika) — опера в трёх действиях, написанная Пренком Яковой на либретто на албанском языке Лазара Силики. Премьера первоначального варианта в четырёх действиях состоялась в Шкодере 1 декабря 1958 года в театре Мигьени. Отредактированный вариант в трёх действиях был впервые представлен публике в Тиране в Академии музыки и искусств Албании в декабре 1959 года. Опера основана на музыкальном спектакле в двух сценах «Свет над Албанией» (алб. Dritë mbi Shqipëri), также созданном Яковой и Силики и впервые поставленном в Тиране в июле 1952 года. «Мрика» считается первой албанской оперой. 
События оперы «Мрики» происходят в 1950-х годах. Сюжет посвящён жизни девушки из Мирдита и её семьи. Ария Мрики «Солнце уже зашло» алб. Dielli ka perendue(), написана лирическом тоне, а во втором акте ария Oh! C janë këto trazime выделяется ещё большей лиричностью и драматичностью в сравнении с остальной музыкой, которую композитор адаптировал к сцене, диалекту речи, одежде и мировоззрению. 
Режиссёром первой постановки четырёхчастной версии выступил Андреа Сканджети, а трёхчастной — Кристак Антониу. В шкодерской постановке были заняты певцы Леонард Деда, Тонин Дайя, Зеф Бека и Тонин Задея; роль Мрики исполнила сопрано Клотильда Шантойа, впервые выступавшая на театральной сцене. Дирижировал сам автор. В спектакле в Тиране участвовали Мария Края, Лук Кацай, Авни Мула, Ибрагим Тукики, Йоргжи Вело. Дирижировал Мустафа Крантя. 
За создание оперы Пренк Якова был награжден Орденом Труда и Республиканской премией.